# Tomografia rentgenowska
Tomografia rentgenowska – klasa technik badań radiologicznych, których wspólną cechą jest ruch lampy rentgenowskiej. Ruch ten pozwala uzyskać wyraźny obraz struktur wewnątrz ciała pacjenta. Urządzenie wykonujące badanie nazywamy tomografem, a uzyskany obraz, tomogramem. Słowo tomografia pochodzi od greckich słów tomos (warstwa) i graphia (opisywać). Nazwa ta została przyjęta w 1962 przez International Commission on Radiologic Units and Measurements jako określenie wszystkich technik radiograficznych wykonujących zdjęcia warstwowe. Innymi funkcjonującymi nazwami są: planigrafia, stratygrafia, laminografia.

## Tomografia planarna (zdjęcia warstwowe)

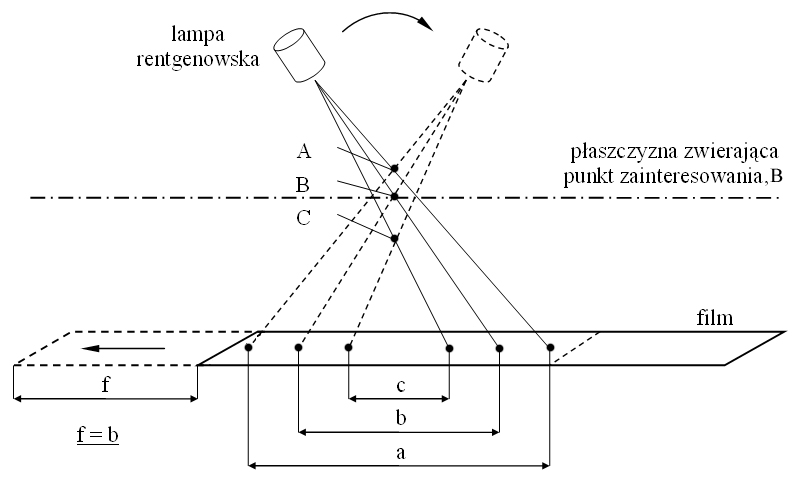
Rys. 1 Idea tomografii planarnej. Lampa może poruszać się ruchem liniowym lub po łuku. Opis w tekście.

Jest to jedna z najstarszych i najprostszych technik tomograficznych. Pierwsze urządzenia do realizacji tej techniki opatentował już w roku 1939 Jean Kieffer. Ruch lampy rentgenowskiej wokół punktu zainteresowania rozmywa na zdjęciu struktury znajdujące się pod i nad tym punktem. Obiekt znajdujący się dokładnie w punkcie zainteresowania zarejestrowany zostaje wyraźnie. Na Rysunku 1: synchroniczny ruch lampy rentgenowskiej i filmu powoduje, że obrazy punktów A i C są rzutowane w różne miejsca filmu (odcinki a i c różne od f). Tylko obraz punktu B, znajdujący się w płaszczyźnie obrotu lampy, jest rzutowany zawsze w to samo miejsce filmu (odcinek b równy f). Dzięki temu unika się, typowego dla normalnego zdjęcia rentgenowskiego, nakładania wszystkich struktur organizmu na jedną płaszczyznę zdjęcia. Wszystko dookoła punktu zainteresowania będzie rozmyte i niewyraźne, ale sam punkt będzie zobrazowany wyraźnie i nie będą go zasłaniały żadne struktury znajdujące się powyżej i poniżej niego. Należy podkreślić, że technika ta w żaden sposób nie poprawia jakości obrazu.
W technice tej nie ma ściśle zdefiniowanej grubości zobrazowanej warstwy. Możemy mówić tylko o warstwie zobrazowanej z zadaną ostrością. Jej grubość przyjmuje się jako odwrotnie proporcjonalną do kąta zakreślanego przez ruchomą lampę rentgenowską. Gdy zakreślany kąt jest większy od 10°, mówimy o tomografii szerokokątnej. Poniżej 10°, o wąskokątnej zonografii.
Zaawansowane techniki tomograficzne wykorzystują ruch lampy rentgenowskiej nie tylko po linii prostej, ale także ruch kołowy (tomografia kołowa), po elpisie, hipocykloidzie, spirali, ósemce, sinusoidzie, a nawet w sposób losowy. Wybór złożonego toru ruchu pozwala na uniknięcie sytuacji, w której pewne krawędzie obrazowanego ciała są zgodne z ruchem lampy, co powoduje nierównomierne rozmycie obrazu i różną grubość warstwy w różnych częściach obrazu.

## Pantomografia

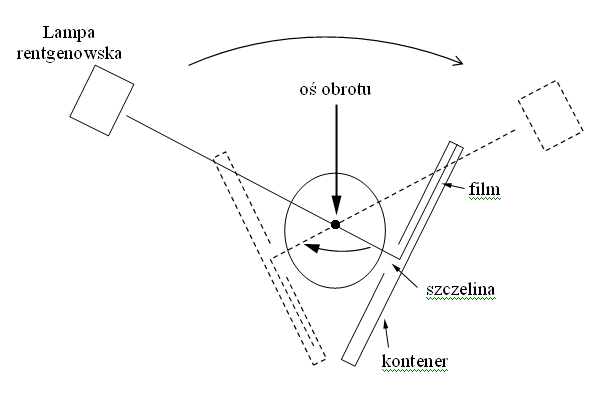
Rys. 1 Zasada działania pantomografii. Opis w tekście.

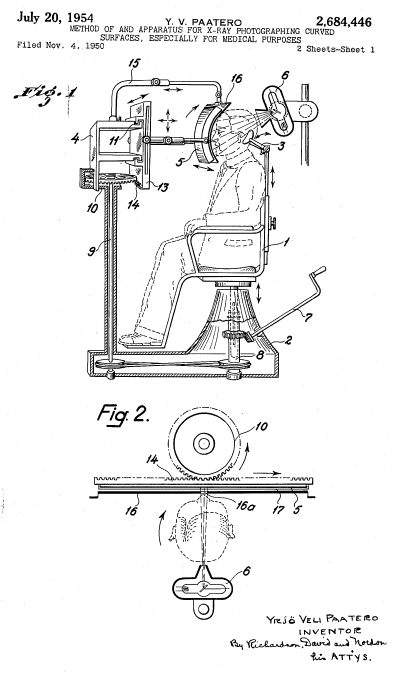
Rysunek pantomografu z amerykańskiego wniosku patentowego złożonego przez Paatero.

Nazywana również ortopantomografią i radiografią obrotową. Nazwa pochodzi od złożenia słów panoramic i tomography. Odmiana tomografii używana głównie w dentystyce. Została stworzona przez Yrjö Veli Paatero w 1947 roku. W powszechnym użyciu od 1982 roku. Pozwala uzyskać panoramiczne zdjęcie rentgenowskie zakrzywionej powierzchni, np. uzębienia. Zasadę działania przedstawia Rysunek 2. Pacjent usadowiony jest na stołku i pozostaje w bezruchu przez czas trwania badania. Lampa rentgenowska i kontener z kliszą, nieprzezroczysty dla promieni X, obraca się synchronicznie wokół pewnego punktu. Film jest naświetlany wyłącznie przez wąską szczelinę w kontenerze. Film przesuwa się przez kontener, dzięki czemu w trakcie obrotu poszczególne partie szczęki są rzutowane na kolejne odcinki filmu.
Otrzymane zdjęcie nazywamy pantomogramem lub ortopantomogramem.

## Tomografia komputerowa
Najnowsza i najbardziej znana technika tomograficzna, w której proces uzyskiwania obrazu zaangażowano komputery. Choć w tej technice również najistotniejszą rolę odgrywa ruch lampy rentgenowskiej, wykorzystuje ona zupełnie inne metody do odtworzenia obrazu. Jej podstawy matematyczne przedstawiono już w 1917 roku.
Pierwsze badanie tomografem komputerowym wykonano u człowieka w 1971. 